# Symbiotes gibberosus
Symbiotes gibberosus är en skalbaggsart som först beskrevs av Lucas 1849.  Symbiotes gibberosus ingår i släktet Symbiotes och familjen svampbaggar. Arten har ej påträffats i Sverige. Inga underarter finns listade i Catalogue of Life.